# Gunnison County
Gunnison County är ett administrativt område i delstaten Colorado, USA, med 15 324 invånare. Den administrativa huvudorten (county seat) är Gunnison. 

## Geografi
Enligt United States Census Bureau har countyt en total area på 8 443 km². 8 389 km² av den arean är land och 54 km² är vatten. 

### Angränsande countyn
- Pitkin County, Colorado - nord
- Chaffee County, Colorado - öst
- Saguache County, Colorado - sydöst
- Hinsdale County, Colorado - syd
- Ouray County, Colorado - sydväst
- Delta County, Colorado - väst
- Montrose County, Colorado - väst
- Mesa County, Colorado - nordväst